# سيفان حسن
سيفان حسن (بالهولندية: Sifan Hassan)‏ هي عداءة مسافات متوسطة وطويلة هولندية إثيوبية ولدت في يوم 1 يناير 1993 في مدينة أدمة في إثيوبيا وفي سنة 2008 وبعمر ال15 هاجرت كلاجئة إلى هولندا حيث بدأت بدراسة التمريض هناك، بدأت بعد ذلك مسيرتها الرياضية واختصت بسباقات 1500 متر و3000 متر، أبرز إنجازاتها هو فوزها بالميدالية البرونزية في بطولة العالم لألعاب القوى 2015 في بكين في سباق 1500 متر، كما فازت بالميدالية الذهبية في بطولة العالم لألعاب القوى داخل الصالات 2016 في بورتلاند، كما فازت بالميدالية الذهبية في بطولة أوروبا لألعاب القوى 2014 في زيورخ في سويسرا في سباق 1500 متر، أفضل رقم شخصي لها في سباق 3:56.05 دقيقة سجلته في سنة 2015 في موناكو.

## روابط خارجية
- سيفان حسن على موقع الاتحاد الدولي لألعاب القوى (الإنجليزية)
- سيفان حسن على موقع الاتحاد الأوروبي لألعاب القوى (الإنجليزية)
- سيفان حسن على موقع الاتحاد الملكي الهولندي لألعاب القوى (الهولندية)
- سيفان حسن على موقع الدوري الماسي (الإنجليزية)
- سيفان حسن على موقع رابطة إحصائيات سباق الطريق (الإنجليزية)
- سيفان حسن على موقع اللجنة الأولمبية الدولية (الإنجليزية)
- سيفان حسن على موقع أوليمبيديا (الإنجليزية)
- سيفان حسن على موقع تيم أن.أل (الهولندية)
- سيفان حسن على موقع اللجنة الأولمبية الهولندية (الهولندية)